# Ivan Petline
Pour les articles homonymes, voir Petlin.
Ivan Petline (en russe : Иван Петлин ; diminutif du XVIIe siècle, russe : Ивашко Петлин, Ivashko (Evashko) Petline), est un explorateur et cosaque sibérien,.
Il est le premier Russe à avoir atteint la Chine en 1618-1619. Son expédition a peut-être été la deuxième expédition européenne à atteindre la Chine depuis l'ouest par une route terrestre (après celle de Bento de Góis) depuis la chute de la dynastie Yuan.

## Biographie
Déjà connu pour avoir mené diverses missions tel un voyage auprès du prince téléoute Abak en 1609, bien qu'envoyé par le tsar, il n'était pas officiellement ambassadeur. Sa mission de douze hommes est équipée par les voïvodes de Tobolsk et de Tomsk. Petline est initialement nommé traducteur et scribe de Maxime Trouptcheninov, mais à la dernière minute, Trouptcheninov n'a pas pu partir, alors Petline est devenu le chef de l'expédition. Son compagnon de voyage s'appelait Andreï Moundov (Moundoff).
Accompagnés de deux envoyés de l'Altyn Khan qui était l'un des chefs de la Mongolie occidentale, Petline et Moundov quittent Tomsk le 9 mai 1618 et se dirigent vers le sud en remontant la rivière Ob. Ils traversent la chaîne d'Abakan, se dirigent vers le sud jusqu'à Touva et autour du lac Ubsa jusqu'au cour de l'Altyn Khan. De là, Petline voyage vers l'est à travers la Mongolie jusqu'à la Grande Muraille et atteint Pékin fin août. Il n'est pas autorisé à voir l'empereur Wanli parce qu'il n'a pas apporté le tribut approprié. Il revient quelque temps avant novembre 1619. Il apporte avec lui une lettre en chinois invitant les Russes à ouvrir le commerce, mais personne en Russie ne peut la lire avant 1675.
Le rapport de Petline est assez vague. Il mentionne l'Ob supérieur, les rivières qui se jettent dans le lac Ubsa, les dirigeants locaux de la Mongolie, une princesse Malchikatun qui gouverne les villes de Mongolie et délivre des permis pour traverser la Grande Muraille, les Mongols noirs à l'ouest du mur et les Mongols jaunes à l'est de celui-ci, un « tsar de fer » près de Boukhara qui envoie des diamants en Chine, la Grande Muraille (qui, selon lui, va du Pacifique à Boukhara), plusieurs villes chinoises sur le chemin de Pékin, Pékin et une « rivière Ob » qui, semble-t-il, coule de l'ouest de la Mongolie à la mer Jaune. Il mentionne les lamas, des temples aux statues dorées, des remparts et des portes, des rues pavées et des fonctionnaires qui se promènent avec des ombrelles jaunes sur la tête. Il insiste partout sur le fait remarquable que les villes sont construites en pierre.
Un récit de l'expédition de Petline a été traduit en anglais et publié dans Pilgrims de Samuel Purchas (vol. XIV) (1625) ; John Milton s'en est vraisemblablement inspiré dans sa description de la Mongolie.